# Jasenovac Zagorski
Jasenovac Zagorski – wieś w Chorwacji, w żupanii krapińsko-zagorskiej, w gminie Krapinske Toplice. W 2011 roku liczyła 72 mieszkańców.